# Насєдкін Віктор Григорович
Насєдкін Віктор Григорович (9 січня 1905 , Херсон  — 19 квітня 1950 , Москва ) — високопоставлений співробітник органів держбезпеки СРСР, генерал-лейтенант (1945). Начальник ГУЛАГ НКВС (1941–1947). Уродженець м.Херсона, українець, партстаж з 1937 р., чекстаж з 1922 року, освіта — неповна середня.
Брав участь у вересні 1941 р в переселенні німців Поволжя та в 1944 у виселенні чеченців і інгушів з Північного Кавказу.

## Дати з біографії
- з 01.08.35 — помічник начальника відділення Транспортного відділу ГУДБ НКВС СРСР;
- з 21.06.38 — помічник начальника 1 відділу 3 управління НКВС СРСР;
- з 16.01.39 — помічник начальника слідчої частини НКВС СРСР;
- з 07.08.39 — заступник начальника Головного економічного управління НКВС СРСР;
- з 26.02.41 — начальник ГУЛАГу НКВС СРСР;
- з 16.02.48 — звільнений з органів МВС СРСР у запас через хворобу.

## Спецзвання
- з 14.12.35 — старший лейтенант державної безпеки;
- з 25.02.39 — капітан державної безпеки;
- з 14.03.40 — старший майор державної безпеки;
- з 14.02.43 — комісар державної безпеки;
- з 14.12.43 — комісар державної безпеки 3-го рангу;
- з 09.07.45 — генерал-лейтенант.